# Селянин, Иван Семёнович
Иван Семёнович Селянин (25 ноября 1904 — 21 февраля 1976) — советский актёр кино. Заслуженный артист РСФСР (1957).

## Биография
Родился 25 ноября 1904 (по другим данным — 1899) года в Санкт-Петербурге в купеческой семье.
Актёр Ленинградского Государственного театра имени Ленинского Комсомола, снимался на киностудии «Ленфильм».
Настоящая фамилия актёра — Селянкин. Однако, став работать в театре, он и его брат Михаил сменили её на Селянин. Михаил был принят в театр на место режиссёра. Ивана, у которого не было необходимого образования, приняли в качестве актёра.
Скончался 21 февраля 1976 года в Ленинграде. Урна с прахом в колумбарии Санкт-Петербургского крематория.
Сын — Селянин Глеб Иванович (1926—1984) — актёр, режиссёр.

## Фильмография
1. 1931 — Златые горы — эпизод
2. 1937 — За Советскую Родину — Ялмар
3. 1938 — Одиннадцатое июля — солдат
4. 1952 — Римский-Корсаков — мужик на восстании 9 января
5. 1955 — Дело Румянцева — Василий Степанович, шофёр
6. 1957 — Балтийская слава — Иван, типографский рабочий
7. 1957 — Сердце матери — Потапов
8. 1958 — День первый
9. 1958 — Под стук колёс — Степан Редкин, отец Насти
10. 1958 — Шофёр поневоле — клиент в закусочной
11. 1960—1961 — Балтийское небо — эпизод
12. 1961 — Горизонт — собутыльник Николая и Сомова
13. 1963 — День счастья — мужик с крестом
14. 1963 — Улица Ньютона, дом 1. — рыбак
15. 1965 — Музыканты одного полка — большевик в тюрьме
16. 1965 — Погоня — Пинчуков, помощник егеря
17. 1965 — Сегодня — новый аттракцион — работник сцены, дарит шампанское Валентине
18. 1967 — Зелёная карета — эпизод
19. 1967 — Четыре страницы одной молодой жизни — бригадир на стройке
20. 1969 — Мама вышла замуж — доминошник («Не подпевай, красавица, при мне, ты, песен…»)
21. 1975 — Прошу слова — эпизод
22. 1976 — Строговы (ТВ) — политический заключённый (3-я и 4-я серии)

## Признание и награды
- Заслуженный артист РСФСР (1957).